# Валак
Валак (на английски: Valac, среща се в модерни интерпретации и като Уалак, Валакс, Валу, Волак, Валик) е име на демонично същество, плод на мистификация, основана на изтръгнатото с жестоки мъчения от обвинени във вещерство английски поданици през XVI в.
Според описанието на обвинените във вещерство, Валак е могъщият Велик повелител на Ада, който има над 30 легиона от демони под своя команда. Разказва се, че Валак дава верните отговори за скрити съкровища, той разкрива къде могат да бъдат видени змейове и ги прави безопасни за магьосниците. Според описаните визии, той се появява като малко бедно момче с ангелски криле, което язди двуглав дракон.
Името и описанието на „съществото“ са представени в изследването на Реджиналд Скот, публикувано в Лондон в 1584 г., и след това многократно преиздавано. Авторът, професионален юрист, е посветил голяма част от живота си на изследване на процесите и показанията на обвинените във вещерство. С труда си, той се е опитал да покаже абсурдността на обвинителните процеси и екзекуциите на хиляди невинни хора, които са принуждавани чрез физически и психически мъчения да съчиняват голям брой образи, населяващи някакъв демоничен свят. Целта на автора е посочена в краткото описание на целите на книгата: „Описани са още похотливите нехристиянски практики на ловците на вещици над старите, меланхолични, необразовани и суеверни хора, чиито признания са изтръгнати след нечовешки ужас и мъчения.“